# Josip Manolić
Josip Manolić (Kalinóc, 1920. március 22. – 2024. április 15.) horvát politikus, a Horvát Köztársaság miniszterelnöke 1990 augusztusa és 1991 júliusa között. Ő volt a Jugoszlávia tagköztársaságaként létező Horvátország utolsó miniszterelnöke, mivel az ország az ő ciklusa alatt kiáltotta ki hivatalosan is függetlenségét 1991. június 25-én.

## Élete és pályafutása

### Ifjúkora
Manolić a Szentgyörgyvár melletti Kalinócon született jómódú munkáscsaládban, négy gyermek közül a legfiatalabbként. Nyolc éves korában családja a Nova Rača melletti Orlovacba költözött. A belovári kézműves szakközépiskolában érettségizett, ahol cipésznek tanult. 18 éves korában csatlakozott a Jugoszláviai Kommunista Ifjúsági Szövetséghez (SKOJ). A Dolgozók Szakszervezeti Szövetségének (URS) cserzőiparért felelős alelnöke volt.
19 éves korában felvették a Horvátországi Kommunista Pártba. 1940-ben a SKOJ Újgradiskai Városi Bizottságának titkárává, és a Kommunista Párt Regionális Bizottságának tagjává nevezték ki.
A második világháború jugoszláviai kitörése után illegális párttevékenységben vett részt Újgradiškában. Az usztasa hatóságok 1941 májusában a Kommunista Párt és a SKOJ tizenkét tagjával együtt letartóztatták, mert a kommunista párt szórólapjait sokszorosította és terjesztette. Eleinte Újgradiškában raboskodtak, de később Pozsegába szállították őket. Közülük kettőt halálra ítéltek, de később kegyelmet kaptak, és büntetésüket két, illetve három év börtönre mérsékelték. A többieket elengedték.
Kiszabadulása után Zágrábba ment, ahol a jugoszláv partizánok mellett agitált. 1942 októberéig Zágrábban maradt, amikor a partizánok irányítása alatt álló területre ment. A párt agitátoraként beutazta Horvátországot. Andrija Hebrang 1944-es menesztésével a SKOJ teljes vezetését, köztük az akkor szervezeti titkárként működő Manolićot is menesztették. Elbocsátása után a párt Belovárba küldte.
1944 márciusában a Horvátországi Kommunista Párt Belovári Városi Bizottságának tagja lett, majd szervezeti titkárrá nevezték ki. 1944 októberében kinevezték a belovári Népvédelmi Osztály 2. csoportjának (OZNA 2) főnökévé, mely az 1944 májusában alapított kommunista rendőrséghez tartozott. Az OZNA 2 joghatósága belügyekre, az OZNA 1 illetékessége a külügyekre terjedt ki, az OZNA 3 pedig a katonaságon belül teljesített szolgálatot.
A Független Horvát Állam hadseregének nyomására a jugoszláv partizánok átmenetileg elhagyták Belovárt, de 1945. május 5-én ismét visszatértek. Ettől kezdve feladata volt, amint azt Manolić mondta, „megtisztítani a terepet a megmaradt usztasáktól és az ellenséges megszálló erőktől”. Joghatósága a Belovár önkormányzatához tartozó terület volt, amelybe ekkor a városok közül Kapronca, Kőrös, Szentgyörgyvár, Vrbovec, Csázma és Ivanić-Grad tartozott.

### A kommunista időszakban
A háború után, 1946 tavaszán elbocsátották a belovári OZNA 2 főnöki posztjáról, és még ugyanazon év őszén a belgrádi Katonapolitikai Iskolába küldték továbbtanulni. Az iskola szovjet mintára épült, és a Jugoszláv Néphadsereg oktatási rendszerének része volt. 1947 végén visszatért Zágrábba, és kinevezték a Horvát Szocialista Köztársaság Állambiztonsági Igazgatósága személyzeti osztályának vezetőjévé.
1948. augusztus 1-jén a zágrábi Belügyi Titkárság Büntetőbüntetés-végrehajtási Osztályának vezetőjévé nevezték ki. Ez idő alatt börtönözték be Alojzije Stepinac zágrábi érseket. 1948-ban a politikai foglyok börtönének vezetője lett, mely hivatalt 1963-ig töltötte be.
1960-ban szerzett jogi diplomát a Zágrábi Egyetem Jogi Karán. 1965-ben beválasztották a Horvát Szocialista Köztársaság parlamentjébe. Parlamenti képviselőként az Alkotmányügyi Bizottság tagja, a Törvényalkotási-Jogi Bizottság elnöke és a Szervezeti-Politikai Bizottság elnöke volt. 1965-ben újra képviselővé választották. Az 1972-es horvát tavaszt követően felmentették minden tisztségéből, és nyugdíjba küldték.

### A rendszerváltás idején
A Horvát Demokratikus Közösség (HDZ) egyik alapítója volt, részt vett annak alapító közgyűlésén a zágrábi Jarunban. Ezt követően Franjo Tuđmannak, a független Horvátország első elnökének egyik legközelebbi munkatársa volt. Hamarosan kinevezték a Horvát Szocialista Köztársaság elnökségének alelnökévé. 1990. augusztus 24. és 1991. július 17. között Stjepan Mesićet követve Horvátország miniszterelnöke volt. Miniszterelnöksége alatt, 1991. június 25-én szavazta meg a horvát parlament Horvátország kiválását a Jugoszláv Szocialista Szövetségi Köztársaságból, és független országgá nyilvánította. Manolićot Franjo Gregurić követte a miniszterelnöki tisztségben 1991 júliusában.
Amikor Manolić 1991. július 17-én távozott miniszterelnöki tisztségéből, a horvát erők – a rendőrség és a születőben lévő katonaság – teljes körű háborúba keveredtek a krajnai szerb felkelőkkel, akiket a Jugoszláv Néphadsereg (JNA) támogatott. Egy másik, még fontosabb posztot töltött be az Alkotmányos Rendvédelmi Hivatal élén, amely testület az összes horvát biztonsági szolgálatot koordinálta és felügyelte. Itt leginkább az Állambiztonsági Szervezet (UDBA) régi kádereire és a kommunista korszak biztonsági apparátusának más részeire támaszkodva kiépítette Tuđman elnök biztonsági apparátusát. Munkája jellege ellenére továbbra is a nyilvánosság reflektorfényében maradt. Interjúiban és nyilatkozataiban fokozatosan mérsékelt hírnévre tett szert. Nagy hatalma, mérsékelt nézetei és pártmúltja rendkívül népszerűtlenné tették a HDZ párt soraiban, és összeütközésbe sodorta Gojko Šušak védelmi miniszterrel, aki egy keményvonalas nacionalista frakciót vezetett.

### Leváltása után
1993-ban leváltották posztjáról, és a Horvát Megyei Kamara elnökévé választották. Sokan ezt a lefokozásának és Tuđman kedvencétől való megválásának tekintették. Egy évvel később Manolić és Mesić megpróbálta megszervezni a HDZ parlamenti képviselőinek tömeges távozását, és ezzel megfosztani Franjo Tuđmant a parlamenti többségtől. Mivel ez nem sikerült, később a HDZ másként gondolkodóival együtt létrehozták a Horvát Független Demokraták (HND) nevű új pártot, amelynek 1995-ben Manolić lett az első elnöke.
Országos szintű hatalomátvételi kísérlete kudarcot vallott, de a Zágráb Megyei Közgyűlésben támogatóinak sikerült leváltaniuk a HDZ adminisztrációját. Ez arra késztette Tuđmant, hogy új jogszabályokat vezessen be, összevonva Zágráb megyét és Zágráb városát, egyúttal új választásokat írt ki, ami végül a zágrábi válsághoz vezetett. Ezek a választások egybeestek az 1995-ös parlamenti választásokkal, amelyek során a HND rosszul szerepelt, és nem jutott be a parlamentbe. Azóta Manolić visszavonultan él az aktív politikától. 2015-ben jelent meg önéletrajza, „Politika i domovina – Moja borba za suverenu i socijalnu Hrvatsku” („Politika és haza – Küzdelmem a szuverén és szociális Horvátországért”) címmel.
Manolić volt a legidősebb élő egykori horvát miniszterelnök és a leghosszabb életű személy, aki valaha is betöltötte ezt a hivatalt. Előrehaladott kora miatt mind a közösségi médiában, mind a sajtóban nevezetessé vált. Kiderítették róla, hogy ő az egyik legrégebbi horvátországi érvényes jogosítvány tulajdonosa, és állítólag ő lett az első horvát, akinek genom-szekvenálását elvégezték. Van egy szatirikus Facebook-oldal is, amelyet hosszú életének szentelnek „Joža Manolić je nadživio” (Joža Manolić túlélte) címmel.
2020. március 22-én töltötte be a 100. életévét. 2021 áprilisában elkapta a COVID-19-et. Annak ellenére, hogy kezdetben enyhe tüdőgyulladásos jelek mutatkoztak rajta, nem került kórházba, és végül alig több mint két héten belül felépült.

## Családja
1945-ben nősült meg először. Első felesége, Marija Eker (1921–2003. április 15.) volt, aki 82 évesen egy háztűzben halt meg. 2016. április 30-án, 96 évesen másodszor is megnősült, feleségül vette Mirjana Ribarićot (1956. március 5. – 2020. augusztus 18.), aki 35 évvel volt fiatalabb nála, de 2020-ban, 64 évesen tüdőrákban ő is meghalt. Három gyermeke van: Darko, Zrnko és Jasna.

## Fordítás
Ez a szócikk részben vagy egészben  a   Josip Manolić című angol Wikipédia-szócikk ezen változatának fordításán alapul.  Az eredeti cikk szerkesztőit annak laptörténete sorolja fel. Ez a jelzés csupán a megfogalmazás eredetét és a szerzői jogokat jelzi, nem szolgál a cikkben szereplő információk forrásmegjelöléseként.